# Calviá
Calviá (catalansk: Calvià) er en by og kommune i det østlige Spanien på øen Mallorca i provinsen De Baleariske Øer. Den har et indbyggertal på 53.491 (2024) indbyggere.